# براندون إسكوبار
براندون إسكوبار (بالإسبانية: Brandon Escobar)‏ هو مصارع هاوي هندوراسي، ولد في 25 سبتمبر 1990 في لونغ آيلند في الولايات المتحدة.

## وصلات خارجية
- براندون إسكوبار على موقع قاعدة بيانات المصارعة الدولية (الإنجليزية)
- براندون إسكوبار على موقع أوليمبيديا (الإنجليزية)